# Pizzo Straciugo
Pizzo Straciugo är en bergstopp i Schweiz.   Den ligger i kantonen Valais, i den södra delen av landet, 100 km sydost om huvudstaden Bern. Toppen på Pizzo Straciugo är 2 713 meter över havet, eller 348 meter över den omgivande terrängen. Bredden vid basen är 3,0 km.
Terrängen runt Pizzo Straciugo är huvudsakligen mycket bergig. Runt Pizzo Straciugo är det mycket glesbefolkat, med 7 invånare per kvadratkilometer.. Närmaste större samhälle är Saas-Fee, 15,1 km väster om Pizzo Straciugo. 
Trakten runt Pizzo Straciugo består i huvudsak av gräsmarker.